# Paulina Hassoun
Paulina Hassoun, född 1895, död 1969, var en irakisk journalist och feminist. 
Hon blev den första kvinnan som utgav en tidning i Irak när hon blev redaktör för kvinnotidningen Layla (1923-1925), som var den första kvinnotidningen Irak, och den första som framförde feministiska åsikter.
Hon blev 1923 en av grundarna av Iraks första kvinnoorganisation, Women's Awakening Club. 
När Iraks första parlament bildades 1924 bad feministen Paulina Hassan, ledamöterna att tillåta kvinnor medverka i politiken, och ledamoten Amjad al-Umari lade utan framgång fram förslaget att ändra vallagen för att inkludera kvinnor. 
Hennes verksamhet som feminist genom sin tidning ledde till svåra förföljelser från antifeminister som tvingade henne att avsluta tidningen och flytta från Bagdad 1925. 